# Chappe

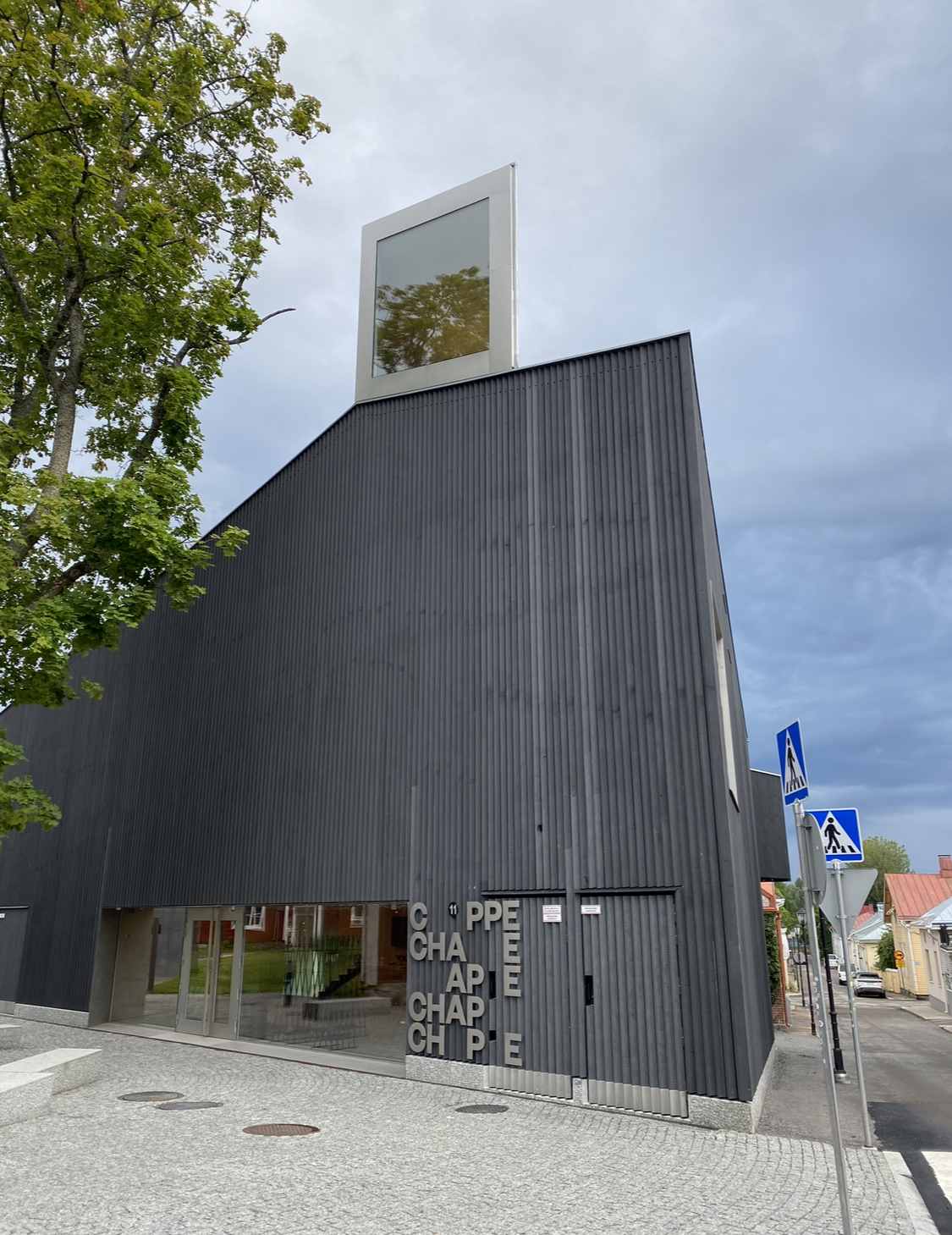

Chappe of Chappe Konstens Hus/Taiteentalo (Kunsthuis Chappe) is een kunstmuseum in het Finse Ekenäs. Het museum werd opgericht in 2023. Het werd vernoemd naar mecenas Albert de la Chapelle (1933–2020). Het gebouw werd ontworpen door architectenbureau JKMM. In het museum wordt schilderkunst en fotokunst tentoongesteld.